# Мерида (футбольный клуб, 1990)
«Ме́рида» (исп. Mérida Unión Deportiva) — бывший испанский футбольный клуб из одноимённого города. Клуб основан в 1990 году под названием «Мерида Промесас», в качестве резервной команды клуба «Мерида» (основанного в 1912 году), но после его банкротства стал основным клубом в городе и называться «Мерида». Домашние матчи проводил на арене «Эстадио Романо», вмещающей 14 600 зрителей. Последние сезоны «Мерида» выступала в Терсере, четвёртом по силе дивизионе Испании, лучшим достижением команды являются 4-е места в «Сегунде Б» в сезонах 2001/02 и 2007/08.

## Сезоны по дивизионам
- Сегунда Б — 7 сезонов
- Терсера — 15 сезонов
- Региональный дивизион — 1 сезон

## Достижения
- Терсера
  - Победитель (2): 1999/2000, 2004/05

## Известные игроки
- Виктор Браво
- Федерико Магальянес

## После расформирования
После расформирования клуба в городе появилась другая команда «Мерида», сезоны 2013/14 и 2014/15 она провела в Терсере, следующие три года — в Сегунде Б, по итогам сезона-2017/18 году вылетела из Сегунды Б, но через год вернулась.